# ジェームズ・カーウィン
ジェームズ・カーウィン(James Kerwin、1946年11月1日 - )は、日本の囲碁棋士。アメリカ合衆国ミネソタ州出身、岩本薫九段門下、日本棋院に所属、初段。日本棋院では欧米人として初のプロ棋士。棋聖戦初段戦優勝。2013年引退。

## 経歴
1970年ミネソタ大学ツインシティー校在学中に、禅の研究で来日し半年ほど滞在し、囲碁に興味を持つ。帰国して結婚し、1974年に1月に再来日し、岩本薫九段の元で囲碁の修行をする。この当時は岩本に四子の力で、11月からは特別研修生として、日本棋院院生と同等の資格で学べるようになった。1978年に特別研修棋士初段となる。来日時には5年間の滞在費を用意していたが、この間のインフレのため妻が東京の商社に勤めていた。
1979年第4期棋聖戦初段戦決勝で中村邦子を破って優勝。全段争覇戦では1回戦で小松藤夫二段に敗れた。この優勝により同年棋道賞特別努力賞を受賞。1982年に帰国して休場、ミネアポリス市に在住。2013年3月に引退。

## 注
1. ↑  世界初は同じ1978年に関西棋院でプロとなったマンフレッド・ヴィンマー。
2. ↑  『囲碁を世界に』